# Подгорское (Белгородская область)
Подгорское — село Красногвардейского района Белгородской области. Входит в состав Веселовского сельского поселения.

## История
В 1960 году указом Президиума Верховного Совета РСФСР село Голопузово  переименовано в Подгорское.

## Население
| 2002 | 2010 |
| ---- | ---- |
| 175  | ↘138 |